# Latitud celeste
La latitud celeste o latitud eclíptica es el ángulo que forma el objeto celeste con el plano de la eclíptica. Positivo si se mide hacia el Norte eclíptico y negativo en caso contrario. Se mide en grados sexagesimales y su valor está entre +90° y -90°. Es una de las coordenadas eclípticas y se acostumbra a representarlo por las letras B o {\displaystyle \beta }.
La otra coordenada del sistema eclíptico es la longitud celeste.
- Datos: Q1761250